# Kolonie-Museum Leverkusen
Das Kolonie-Museum in Leverkusen-Wiesdorf dokumentiert das Alltagsleben in den als Bayer-Kolonien bekannten Werkssiedlungen der Bayer-Fabrik.

## Historischer Hintergrund
1912 verlegte die Bayer-Farbenfabrik ihren Sitz in den heute zu Leverkusen gehörenden Ort Wiesdorf. Für die Angestellten und ihre Familien gab das Unternehmen Wohnsiedlungen in Auftrag. Die ersten Wohnungen in diesen sogenannten Kolonien waren 1900 bezugsfertig und wurden von da an laufend erweitert. 1913 wurde mit dem Bau der Kolonie III begonnen; bis 1914 hatte sich die Bevölkerung Wiesdorfs mehr als versechsfacht. 1922 boten die drei Kolonien insgesamt 1.968 Wohnungen. Dazu gehörten Kultur- und Freizeiteinrichtungen und das erste Bayer-Kaufhaus.
Seit 1997 stehen die Kolonien unter Denkmalschutz. 1999 verkaufte Bayer seine Mietwohnungen an die Wohnungsbaugesellschaft THS. Seit 2012 gehören sie dem Immobilienunternehmen Vivawest.

## Geschichte des Museums
Das Kolonie-Museum befindet sich in zweien der historischen Kolonie-Häuser. Es wurde 2005 zeitgleich mit dem Wiesdorfer Neuland-Park der Landesgartenschau eröffnet. Das Haus wurde von Ehrenamtlichen renoviert und ausgestattet und wird von Freiwilligen betreut. Betreiber ist der Freundes- und Förderkreis des Kolonie-Museums Leverkusen e.V. Zwischen 2005 und 2016 wurde das Museum von 22.756 Menschen besucht. Als außerschulischer Lernort bietet es seit 2015 ein Programm für Schulen an.

## Ausstellung
Das Kolonie-Museum möchte einen authentischen Eindruck der Lebensumstände der Angestellten des Bayer-Werks vermitteln. Das Kolonie-Haus in der Nobelstraße 78 ist im Stil der 1920er und -30er Jahre eingerichtet. Die Möbel und Alltagsgegenstände sind Originalstücke. Die meisten wurden dem Museum von Privatpersonen aus der ehemaligen Belegschaft der Siedlung gespendet.
Im Nachbarhaus in der Nobelstraße 82 zeigt das Museum wechselnde Kunstausstellungen und Ausstellungen zur Leverkusener Stadtgeschichte.